# Irene Arell
Vanja Irene Linnéa Arell, född 10 april 1933 i Västervik, är en svensk byggnadsingenjör. Hon ingick 1963 äktenskap med arkitekt Åke Arell. 
Arell, som är dotter till Ivar Johansson och Helga Wiman, anställdes vid Gunnebo Bruks AB 1950, avlade ingenjörsexamen 1962, anställdes vid AB Vattenbyggnadsbyrån 1955, vid Byggstandardiseringen 1963, vid Sveriges standardiseringskommission (SIS) 1977 och var chef (verkställande direktör) för Möbelinstitutet 1985–1992. Hon var ledamot av kommunfullmäktige i Täby kommun 1982–1985.